# ۱۱ ربیع‌الاول
۱۱ ربیع‌الاول، یازدهمین روز از ماه ربیع‌الاول در تقویم هجری قمری است.
در تقویم هجری قمری قراردادی این روز هفتاد و یکمین روز سال است.